# May Telmissani
May Telmissany —àrab: مي تلمساني, Mayy Tilimsānī— (el Caire, Egipte, 1965) és una escriptora egipciocanadenca en llengua àrab.
És una de les veus més importants de la seva generació. Llicenciada en literatura francesa, va començar a publicar els seus primers relats en revistes de literatura mentre estudiava a París. El 1997 va escriure la seva primera novel·la, Duniazad, un text híbrid, a mig camí entre la ficció i l'autobiografia que va rebre molt bona acollida entre els lectors i una favorable crítica literària. Aquesta novel·la va rebre el Premi Ulisses a la millor novel·la de l'any 2002 a França i el Premi Estatal de novel·la biogràfica del Caire, també l'any 2002.
Destaquen les darreres col·leccions de relats curts Escultures repetitives i Tradicions mentals, i la novel·la Heliòpolis.
Telmissany ha anat desenvolupant una àmplia producció en diferents àmbits culturals: des d'escriure guions de pel·lícules, a treballar en la ràdio i en l'ensenyament, fent crítica de cinema i traduint nombroses obres a l'àrab. Treballa com a professora adjunta de cinema i d'estudis àrabs a la Universitat d'Ottawa. Les seves publicacions científiques inclouen un llibre sobre el realitzador de documentals Fouad El Tohamy, així com un llibre coeditat en francès sobre el cosmopolita barri d'Heliòpolis, al Caire. La seva contribució al llibre de fotografia The Last Hammams of Cairo és una barreja de ficció i d'investigació acadèmica que inclou un capítol de la cultura dels banys públics al cinema.

## Obres en català
- Telmissani, May. Duniazad.  Barcelona: Proa, 2000 (Perfils (Proa); 23). ISBN 8482569899.